# Coupe d'Afrique de baseball 2019
 (juillet 2023).
La coupe d'Afrique de baseball s'est déroulé du 1 au 5 mai 2019 à Johannesbourg, en Afrique du sud. Il s'agit de la 4ème édition, qui n'avait pas eu lieu depuis 2007. C'est l'Afrique du Sud qui s'est vu décerner la victoire.
Le vainqueur avait la chance de se qualifier pour le tournoi de qualification Afrique/Europe aux Jeux olympiques d'été de 2020.

## Tournois de pré-sélection
Un tournoi de pré-sélection a précédé, afin de déterminer les 6 participants à la coupe d'Afrique. Ce tournoi est divisé en 3 zones : ouest, est et sud. Au total, c'est 9 équipes qui tenteront de se qualifier pour participer à la coupe nationale.
A l'origine, 17 nations avaient été invités aux différents tournois de sélection, divisé en 4 zones. Mais de nombreux pays ne possédaient pas de sélection nationale ou ne pratiquaient plus depuis 2007, date de la dernière coupe d'Afrique. De plus, de nombreux pays ne possédaient pas les fonds nécessaires pour organiser leur participation. En effet, il y a très peu de villes desservies par voie aérienne, et les prix sont très élevés.

### Zone ouest[2]
Le tournoi régional de la zone ouest a pris place dans la ville d'Accra , au Ghana . Le pays hôte s'y est vu affronté le Burkina Faso et le Nigeria. Ce sont ces deux derniers qui ont décrochés leur qualification.
| Pl. | Equipe       | V | D | %     |
| --- | ------------ | - | - | ----- |
| 1   | Burkina Faso | 2 | 0 | 1.000 |
| 2   | Nigeria      | 1 | 1 | 0.500 |
| 3   | Ghana        | 0 | 2 | 0.000 |

```
Match 1 :   
 
Burkina Faso
 
13
 
-
 
3
 
 
Nigeria
```

```
Match 2 :   
 
Burkina Faso
 
14 - 4
 
 
Ghana
```

```
Match 3 :   
 
Nigeria
 
7 - 6
 
 
Ghana
```

### Zone est[3]
Le tournoi régional de la zone s'est déroulé du 5 au 7 avril, entre le Kenya, la Tanzanie et le Ouganda, dans la ville de Nairobi. Le pays hôte et le Ouganda se sont qualifiés sans soucie pour la coupe africaine.
| Pl. | Equipe   | V | D | %     |
| --- | -------- | - | - | ----- |
| 1   | Ouganda  | 2 | 0 | 1.000 |
| 2   | Kenya    | 1 | 1 | 0.500 |
| 3   | Tanzanie | 0 | 2 | 0.000 |

```
Match 1 :  
 
Kenya
 
14 - 12
 
 
Tanzanie
```

```
Match 2 :  
 
Ouganda
 
23 - 1
 
 
Tanzanie
```

```
Match 3 :  
 
Ouganda
 
12 - 0
 
 
Kenya
```

### Zone sud[4]
Le tournoi de la zone sud devait opposer l'Afrique du sud, le Zimbabwe et le Lesotho. Malheureusement, le Lesotho a décidé de se retirer du tournoi, offrant la qualification aux deux autres pays pour la coupe d'Afrique. L'Afrique de sud a battu le Zimbabwe 19-0, récupérant un statut de tête de série pour le tournoi final.

## Tournoi final[5],[6]

### Phase de poule
À la suite du retrait du Kenya et du Nigeria, le format du tournoi a été adapté pour quatre équipes.
| Pl. | Equipe         | V | D | %     |
| --- | -------------- | - | - | ----- |
| 1   | Afrique du Sud | 3 | 0 | 1.000 |
| 2   | Ouganda        | 2 | 1 | 0.666 |
| 3   | Zimbabwe       | 1 | 2 | 0.333 |
| 4   | Burkina Faso   | 0 | 3 | 0.000 |

| 1 mai 2019 | Burkina Faso | 5 - 11 | Zimbabwe | Boksburg City Stadium |

| 1 mai 2019 | Ouganda | 0 - 18 | Afrique du Sud | Boksburg City Stadium |

| 2 mai 2019 | Zimbabwe | 0 - 15 | Ouganda | Boksburg City Stadium |

| 2 mai 2019 | Afrique du Sud | 18 - 3 | Burkina Faso | Boksburg City Stadium |

| 3 mai 2019 | Afrique du Sud | 16 - 1 | Zimbabwe | Boksburg City Stadium |

| 3 mai 2019 | Ouganda | 21 - 15 | Burkina Faso | Boksburg City Stadium |

### Phase finale
L'Afrique du sud a remporté la coupe d'Afrique de baseball contre le Ouganda, s'offrant une qualification pour le tournoi qualificatif Afrique/Europe pour les Jeux olympiques d'été de 2020. Absente depuis 12 ans sur le continent, la coupe d'Afrique a permis aux pays africains de découvrir ou redécouvrir le baseball. Riccardo Fraccari, président de la WBSC, a loué la communauté africaine, en déclarant qu'il était prêt à investir de nouveau dans le développement du baseball sur le continent africain.
|  | Demi-finales   | Demi-finales   | Demi-finales | Demi-finales |                               |                | Finale | Finale | Finale | Finale |
|  |                |                |              |              |                               |                |        |        |        |        |
|  |                |                |              |              |                               |                |        |        |        |        |
|  | Afrique du Sud | Afrique du Sud | 16           | 16           |                               |                |        |        |        |        |
|  | Afrique du Sud | Afrique du Sud | 16           | 16           |                               |                |        |        |        |        |
|  | Burkina Faso   | Burkina Faso   | 1            | 1            |                               |                |        |        |        |        |
|  | Burkina Faso   | Burkina Faso   | 1            | 1            | Afrique du Sud                | Afrique du Sud | 28     | 28     |        |        |
|  |                |                |              |              | Afrique du Sud                | Afrique du Sud | 28     | 28     |        |        |
|  |                |                | Ouganda      | Ouganda      | 0                             | 0              |        |        |        |        |
|  | Ouganda        | Ouganda        | Ouganda      | Ouganda      | 0                             | 0              | V*     | V*     |        |        |
|  | Ouganda        | Ouganda        |              |              |                               |                |        | V*     |        |        |
|  | Zimbabwe       | Zimbabwe       | D**          | D**          |                               |                |        |        |        |        |
|  | Zimbabwe       | Zimbabwe       | D**          | D**          | Match pour la troisième place |                |        |        |        |        |
|  |                |                |              |              |                               |                |        |        |        |        |
|  |                |                |              |              |                               |                |        |        |        |        |
|  | Zimbabwe       | Zimbabwe       | V*           | V*           |                               |                |        |        |        |        |
|  | Zimbabwe       | Zimbabwe       | V*           | V*           |                               |                |        |        |        |        |
|  | Burkina Faso   | Burkina Faso   | D**          | D**          |                               |                |        |        |        |        |
|  | Burkina Faso   | Burkina Faso   | D**          | D**          |                               |                |        |        |        |        |

- Victoire
  - Défaite